# Ingelise Birkekjær
Ingerlise Birkekær er en tidligere dansk landsholdspiller i håndbold som vandt sølv ved verdensmestersksberne 1962 i Rumænien.